# Penny de la M.A.R.S.
Penny de la M.A.R.S. (Penny on M.A.R.S.) este un serial tv marca Walt Disney, produs în Italia. Serialul este un spin-off al serialului italian de succes Alex și trupa de la Disney Channel. Serialul este produs de 3Zero2 în colaborare cu The Walt Disney Company Italia. Difuzarea originală a avut loc pe 7 mai 2018 pe Disney Channel Italia.
În România serialul a început pe 18 februarie 2019 la Disney Channel.   
Pe 10 aprilie 2018 a fost anunțat un al doilea sezon al serialului.

## Poveste
Penny de la M.A.R.S. este despre un grup de adolescenți care aspiră să ajungă vedete urmând cea mai prestigioasă școală de muzică – M.A.R.S. Penny este o tânără de 16 ani, fiica unui star pop care vrea să își urmeze și ea visul de a ajunge vedetă pop, dar prin forțe proprii. Se înscrie la audiții la M.A.R.S. însă fără a-și dezvălui identitatea. Singura care îi știe secretul este prietena ei, Camilla. Amândouă sunt admise și așteaptă nerăbdătoare provocările ce decurg din noul lor rol de eleve la M.A.R.S. Situația se complică însă în momentul în care amândouă se îndrăgostesc de același băiat dar ele neștiind că hoțul de talismane (Penny) și Făt Frumos (Camilla) sunt aceleași persoane. Cu toate eforturile Camillei de a-l cuceri pe Sebastian, acesta se va îndrăgosti de Penny.   
Penny în primul sezon își va căuta tatăl și va investiga despre trecutul ei cât și al mamei sale. Cu această ocazie ea își va face un semn pe încheietura mâinii reprezentând un semn de întrebare destinat tatălui ei.

## Personaje

### Personaje principale
| Penny Mendez            | Olivia-Mai Barrett  | Principal | Principal | Principal |           |           |
| Camilla Young           | Shannon Gaskin      | Principal | Principal | Principal |           |           |
| Sebastian Storm         | Finlay MacMillan    | Principal | Principal | Principal |           |           |
| Sofia Hu                | Olivia Chan         | Principal | Principal | Principal |           |           |
| Mike Weber              | Luke Walsh          | Principal |           | Principal | Principal | Principal |
| Mike Weber              | Damien Walsh        | -         | Principal | -         |           |           |
| Nick Weber              | Damien Walsh        | Principal | Secundar  | -         |           |           |
| Aleksandr "Sasha" Lukin | Ryan Dean           | Principal | Principal | Principal |           |           |
| Lucy Carpenter          | Jessica Alexander   | Principal | Principal | -         |           |           |
| Tom Lauder              | Jack Christou       | -         | Principal | Principal |           |           |
| Pete Swanson            | Giacomo Vigo        | -         | Principal | Principal |           |           |
| Rob Walker              | Keenan Munn-Francis | -         | -         | Principal | Principal |           |
| Vicky Bernhard          | Kira Malou          | -         | -         | Principal | Principal |           |
| Martha Patel            | Amani Lia           | -         | -         | Principal | Principal |           |

Mike Weber este jucat de Luke Walsh în sezonul 1, iar în sezonul 2 este jucat de Damien Walsh. Damien Walsh îl joacă pe Nick Weber în ambele sezoane.

### Personaje secundare
| Personaj         | Actor                     | Sezon    | Sezon    | Sezon    | Sezon |
| Personaj         | Actor                     | 1        | 2        | 3        |       |
| ---------------- | ------------------------- | -------- | -------- | -------- | ----- |
| Freddy Wolf      | Ben Richards              | secundar | secundar | secundar |       |
| Bakìa            | Merissa Porter            | secundar | secundar | secundar |       |
| Debbie Cornish   | Hanna Hefner              | secundar | secundar | secundar |       |
| Raul Storm       | Joseph Rye                | secundar | -        | -        |       |
| Mitch Storm      | Charlie Gardner           | secundar | secundar | -        |       |
| Bruce Gold       | Michael Rodgers           | secundar | secundar | secundar |       |
| Roberto Piccolo  | William Kenning           | secundar | secundar | secundar |       |
| Sean Mc Dougal   | Alton Terry / Yonv Joseph | secundar | secundar | secundar |       |
| Ella Johnson     | Nathalie Rapti Gomez      | secundar | secundar | secundar |       |
| Tosca Bauer      | Melanie Gray              | secundar | secundar | secundar |       |
| Arianna          | Arianna Di Claudio        | invitată | invitată | invitată |       |
| Doamna Grady     | Giorgia Massetti          | invitată | -        | -        |       |
| Lisa Cunningham  | Katie McGovern            | invitată | -        | -        |       |
| Andrew Young     | Douglas Dean              | invitat  | -        | -        |       |
| Domnul Carpenter | Andrea Scarduzio          | invitat  | -        | -        |       |
| Doamna Carpenter | Cecilia Gragnani          | invitată | -        | -        |       |
| Medic primar     | Mauro Cipriani            | -        | invitat  | -        |       |

## Producție
În aprilie 2017 a fost anunțat că The Walt Disney Company Italia a planificat producerea unui spin-off pentru seria Alex & Co în limba engleză. Filmările au început în toamna anului 2017. Serialul a fost produs în limba engleză, și nu în italiană, pentru a fi mai bine vândut pe plan internațional. Caracterele Penny, Camilla, Bakia și Freddy Wolf au apărut în episodul special (ultimul episod) din Alex și trupa. La 29 iunie 2017, după ultimul episod din Alex & Co., a fost lansat primul trailer al spin-off-ului unde a fost anunțat titlul său.
Filmările pentru primul sezon au început pe 28 septembrie 2017 și s-au terminat pe 22 decembrie 2017. Filmările au avut loc în Milano, Italia și împrejurimile sale. Scenele de la Music Arts Reiner School (MARS) au fost înregistrate în Universitatea Politehnică din Milano.

## Difuzare
| Sezon | Sezon | Episoade | Premiera originală | Premiera originală | România           | România            |
| Sezon | Sezon | Episoade | Început            | Sfârșit            | Început           | Sfârșit            |
| ----- | ----- | -------- | ------------------ | ------------------ | ----------------- | ------------------ |
|       | 1     | 16       | 7 mai 2018         | 25 mai 2018        | 18 februarie 2019 | 14 martie 2019     |
|       | 2     | 10       | 18 februarie 2019  | 5 martie 2019      | 27 mai 2019       | 7 iunie 2019       |
|       | 3     | 13       | 17 februarie 2020  | 9 martie 2020      | 7 septembrie 2020 | 23 septembrie 2020 |

## Premiera internațională
| Țara                 | Canal                                   | Primul sezon                 | Al doilea sezon                 | Al treilea sezon        | Titlu                                    | Ref.   |
| -------------------- | --------------------------------------- | ---------------------------- | ------------------------------- | ----------------------- | ---------------------------------------- | ------ |
| Italia               | Disney Channel Italia Disney + Rai Gulp | 7 mai 2018 18 februarie 2018 | 8 aprilie 2019 9 decembrie 2019 | 3 iulie 2020 (Disney +) | Penny on M.A.R.S.                        |        |
| Regatul Unit Irlanda | Disney Channel Regatul Unit și Irlanda  | 4 iunie 2018                 | 18 februarie 2019               | 17 februarie 2020       | Penny on M.A.R.S.                        | [ 2 ]  |
| Danemarca            | Disney Channel Scadinavia               | 19 noiembrie 2018            | 20 mai 2019                     | 13 iunie 2020           | Penny på M.A.R.S.                        | [ 3 ]  |
| Norvegia             | Disney Channel Scadinavia               | 19 noiembrie 2018            | 20 mai 2019                     | 13 iunie 2020           | Penny på M.A.R.S.                        | [ 4 ]  |
| Finlanda             | Disney Channel Scadinavia               | 19 noiembrie 2018            | 20 mai 2019                     | 13 iunie 2020           | Penny på M.A.R.S.                        |        |
| Suedia               | Disney Channel Scadinavia               | 19 noiembrie 2018            | 20 mai 2019                     | 13 iunie 2020           | Penny på M.A.R.S.                        | [ 5 ]  |
| Grecia               | Disney Channel Grecia                   | 14 ianuarie 2019             | 6 mai 2019                      | 18 mai 2020             | Η Πενι στο Μ.Α.Ρ.Σ.                      | [ 6 ]  |
| Serbia               | Disney Channel (Србија)                 | 14 ianuarie 2019             | 6 mai 2019                      | 18 mai 2020             | Пени на М.А.Р.С.-у                       |        |
| MNE                  | Disney Channel (Србија)                 | 14 ianuarie 2019             | 6 mai 2019                      | 18 mai 2020             | Пени на М.А.Р.С.-у                       |        |
| Africa de Sud        | Disney Channel Africa de Sud            | 14 ianuarie 2019             | 6 mai 2019                      | 18 mai 2020             | Penny on M.A.R.S. باني أون إم. ايه.آر.إس | [ 7 ]  |
| Arabia Saudită       | Disney Channel Orientul Mijlociu        | 14 ianuarie 2019             | 6 mai 2019                      | 18 mai 2020             | Penny on M.A.R.S. باني أون إم. ايه.آر.إس |        |
| Polonia              | Disney Channel Polonia                  | 4 februarie 2019             | 23 septembrie 2019              | 20 aprilie 2020         | Penny z M.A.R.Sa                         | [ 8 ]  |
| Ungaria              | Disney Channel Ungaria                  | 4 februarie 2019             | 23 septembrie 2019              | 5 octombrie 2020        | Penny a M.A.R.S.-ból                     | [ 9 ]  |
| Cehia                | Disney Channel Cehia                    | 4 februarie 2019             | 23 septembrie 2019              | 5 octombrie 2020        | Penny z M.A.R.Su                         | [ 10 ] |
| România              | Disney Channel România                  | 18 februarie 2019            | 27 mai 2019                     | 7 septembrie 2020       | Penny de la M.A.R.S.                     | [ 11 ] |
| Bulgaria             | Disney Channel Bulgaria                 | 18 februarie 2019            | 27 mai 2019                     |                         | Пени от М.А.Р.С.                         |        |
| Franța               | Disney Channel Franța                   | 9 martie 2019                | 13 aprilie 2019                 | 28 august 2020          | Penny sur M.A.R.S.                       | [ 12 ] |
| Belgia               | Disney Channel Belgia                   | 9 martie 2019                | 13 aprilie 2019                 | 28 august 2020          | Penny sur M.A.R.S.                       |        |
| Țările de Jos        | Disney Channel Țările de Jos            | 9 martie 2019                | 4 mai 2019                      | 28 august 2020          | Penny op M.A.R.S.                        |        |
| Spania               | Disney Channel Spania                   | 6 mai 2019                   | 10 iunie 2019                   |                         | Penny en M.A.R.S.                        | [ 13 ] |
| Portugalia           | Disney Channel Portugalia               | 27 ianuarie 2020             | 17 martie 2020                  |                         | Penny em M.A.R.S.                        |        |
| Canada               | ICI TOU.TV                              | 11 august 2020               | 11 august 2020                  |                         | Penny sur M.A.R.S.                       |        |